# 爱德华·切赫
爱德华·切赫（捷克語：Eduard Čech，1893年6月29日—1960年3月15日）是捷克數學家，生於当時属奧匈帝国，现于捷克共和国境內的波希米亞斯特拉乔夫。

## 生平
切赫在1912年進布拉格查理大學學習數學。因為第一次世界大戰，1915年他被徵召參戰而中斷了學業。1918年回校完成學位，並任教中學。1920年取得博士。
切赫的興趣在射影微分幾何，在1921年至1922年他往意大利向傅比尼學習，還合著一部這方面的著作。他回國後完成任職論文，在布拉格查理大學任私人講師。1923年他被馬薩里克大學任命為教授。接替一年前逝世的马加什·莱尔希(Matyáš Lerch)。
切赫對組合拓撲感興趣，成為這方面的先驅。他最初的興趣在同調論，並證明了流形的對偶定理。他在1932年的論文是要把點集拓撲和組合拓撲連結起來，其中他創造了切赫同調。1936年他在布爾諾開了一個拓撲研討班，直到3年後因第二次世界大戰而終止。他在大戰前也領導了中學數學課程改革，以改進中學數學教育。在戰後他繼續這項工作，並和學校教師編輯教科書。
1947年他被任命為捷克科學院的數學研究學院院長。1950年任命為中央數學院院長。1952年任命為捷克科學院院長。1950年代他的興趣轉到微分幾何。1956年他擔任布拉格查理大學數學研究院第一任院長。他的健康漸差，但仍然籌備了一份捷克數學期刊和布拉格的拓撲學研討會。